# 有肋刺面介
有肋刺面介（学名：Spinileberis costata）为浪花介科刺面介屬下的一个种。